# Öko-Zentrum NRW

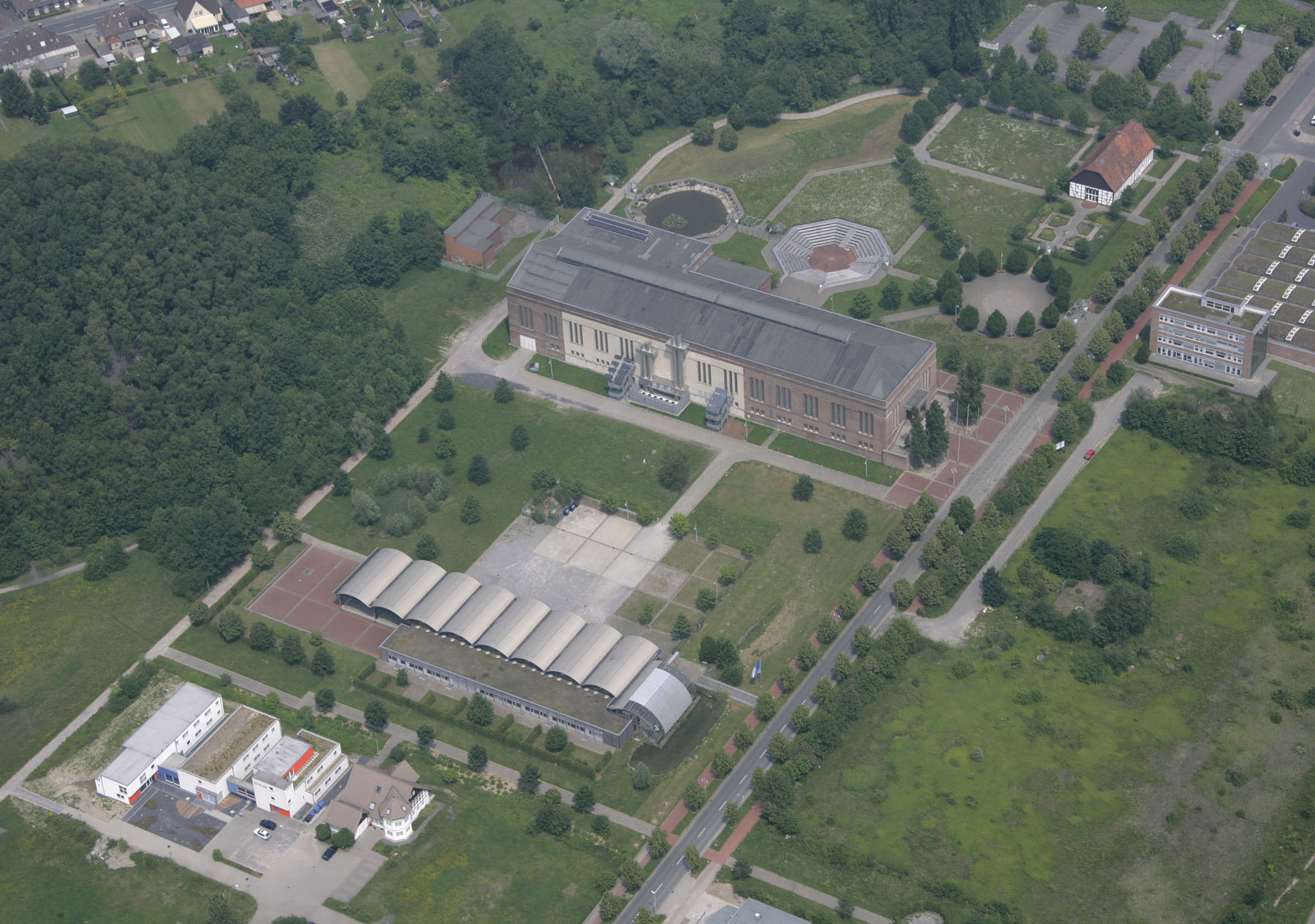
Luftbild des Öko-Zentrums mit dem Crusemannsche Hof oben rechts

Das Öko-Zentrum NRW ist ein Spezialist für das nachhaltige Bauen. Das 60-köpfige Mitarbeiterteam setzt sich zum größten Teil aus Architekten, Bauingenieuren oder Bauphysikern zusammen. Es bietet Weiterbildung, Beratung und Ingenieurleistungen zum ökologische Bauen, Sanieren und Modernisieren für Unternehmen und Bauherren an.
Das Öko-Zentrum NRW befindet sich in einem ökologisch orientierten Gewerbepark auf dem Gelände der ehemaligen Zeche Sachsen in Hamm-Heessen. Der Verwaltungssitz des Öko-Zentrums ist der in den 1970er Jahren versetzte Crusemannsche Hof. Er musste dem Kraftwerk Westfalen weichen und wurde originalgetreu am Rande des Zechengeländes wieder aufgebaut.
1976 wurde die Zeche Sachsen geschlossen, die Schächte anschließend verfüllt. Ab 1987 planten das Land Nordrhein-Westfalen und die Stadt Hamm die neue Nutzung des Geländes als ein Zentrum für biologisches und ökologisches Planen und Bauen, 1991 wurde das Projekt in die IBA Emscherpark aufgenommen, 1993 das Öko-Zentrum offiziell eröffnet. Als Tätigkeitsbereiche waren eine Anlauf- und Informationsstelle, ein Veranstaltungsort für Messen und Kongresse und ein Schulungszentrum für Aus- und Weiterbildung geplant.
Außerdem vermarktete es den „GewerbePARK Sachsen“ (50 Hektar Brachflächen des ehemaligen Zechengeländes), von dem allerdings 30 Hektar grün blieben (daher die Schreibweise). Damit wurde nicht nur ein Naherholungsgebiet für die umliegende Wohnbebauung erhalten, es bildet auch ein neuartiges, von der Landesentwicklungsgesellschaft NRW konzipiertes Gewerbeflächenkonzept: „Arbeiten im Park“. Im Gewerbepark haben sich bereits mehrere Firmen mit Schwerpunkt auf ökologischen Bauen und Renovieren angesiedelt.